# Gewichtheffen op de Olympische Zomerspelen 2016 – Klasse tot 105 kilogram mannen
Het gewichtheffen in de klasse tot 105 kilogram voor mannen op de Olympische Zomerspelen 2016 vond plaats op maandag 15 augustus. Regerend olympisch kampioen was Oleksiy Torokhtiy uit Oekraïne. Hij kwam tijdens deze Spelen niet in actie en kon derhalve zijn titel niet verdedigen. De totale score die een gewichtheffer behaalde was de som van zijn beste resultaten in het trekken en het voorslaan en uitstoten, met de mogelijkheid tot drie pogingen in elk onderdeel. In deze gewichtsklasse deden zestien atleten mee, afkomstig uit veertien verschillende landen: Oezbekistan en Polen waren tweemaal vertegenwoordigd.
De Oezbeek Roeslan Noeroedinov won het goud met een totaalscore van 431 kilogram. Zijn resultaat bij het stoten (237 kilogram) was een nieuw olympisch record. Niet eerder won Oezbekistan een medaille in het gewichtheffen. David Katoatau, die Kiribati vertegenwoordigde, stal de show tijdens de wedstrijd door te dansen, ondanks het eindigen op de laatste plaats. Katoatau deed dit om aandacht te vragen voor de situatie op Kiribati, dat te kampen heeft met de gevolgen van een stijgende zeespiegel.

## Records
Voorafgaand aan het toernooi waren dit de wereldrecords en de olympische records.
| Wereldrecord     | Trekken | Andrei Aramnau | 200 kg | Beijing | 18 augustus 2008 |
| Wereldrecord     | Stoten  | Ilya Ilyin     | 246 kg | Grozny  | 12 december 2015 |
| Wereldrecord     | Totaal  | Ilya Ilyin     | 437 kg | Grozny  | 12 december 2015 |
| Olympisch record | Trekken | Andrei Aramnau | 200 kg | Beijing | 18 augustus 2008 |
| Olympisch record | Stoten  | Andrei Aramnau | 236 kg | Beijing | 18 augustus 2008 |
| Olympisch record | Totaal  | Andrei Aramnau | 436 kg | Beijing | 18 augustus 2008 |

## Uitslag
| rang   | naam                 | land        | groep | gewicht (kg) | trekken (kg) | trekken (kg) | trekken (kg) | trekken (kg) | stoten (kg) | stoten (kg) | stoten (kg) | stoten (kg) | totaal |
| rang   | naam                 | land        | groep | gewicht (kg) | 1            | 2            | 3            | Score        | 1           | 2           | 3           | Score       | totaal |
| ------ | -------------------- | ----------- | ----- | ------------ | ------------ | ------------ | ------------ | ------------ | ----------- | ----------- | ----------- | ----------- | ------ |
| Goud   | Roeslan Noeroedinov  | Oezbekistan | A     | 104,96       | 190          | 194          | 197          | 194          | 225         | 230         | 237         | 237 (OR)    | 431    |
| Zilver | Simon Martirosjan    | Armenië     | A     | 104,63       | 185          | 190          | 195          | 190          | 220         | 227         | 234         | 227         | 417    |
| Brons  | Aleksandr Zaitsjikov | Kazachstan  | A     | 104,51       | 185          | 190          | 193          | 193          | 223         | 227         | 227         | 223         | 416    |
| 4e     | Yang Zhe             | China       | A     | 104,59       | 190          | 195          | 197          | 190          | 220         | 225         | 227         | 225         | 415    |
| 5e     | Ivan Efremov         | Oezbekistan | A     | 104,90       | 185          | 189          | 194          | 194          | 210         | 218         | 220         | 220         | 414    |
| 6e     | Mohammad Reza Barari | Iran        | A     | 104,65       | 180          | 185          | 186          | 186          | 220         | 230         | 231         | 220         | 406    |
| 7e     | Arkadiusz Michalski  | Polen       | A     | 104,77       | 175          | 179          | 179          | 179          | 221         | 228         | 228         | 221         | 400    |
| 8e     | Artūrs Plēsnieks     | Letland     | A     | 103,99       | 176          | 180          | 181          | 181          | 218         | 223         | 225         | 218         | 399    |
| 9e     | Salwan Jasim Abbood  | Irak        | B     | 103,80       | 175          | 180          | 182          | 180          | 214         | 219         | 219         | 214         | 394    |
| 10e    | Jürgen Spieß         | Duitsland   | B     | 104,51       | 170          | 174          | 175          | 170          | 210         | 220         | 220         | 220         | 390    |
| 11e    | Sargis Martirosjan   | Oostenrijk  | B     | 104,19       | 179          | 184          | 184          | 179          | 201         | 208         | 210         | 210         | 389    |
| 12e    | Gaber Mohamed        | Egypte      | B     | 104,98       | 166          | 171          | 173          | 173          | 204         | 208         | –           | 204         | 377    |
| 13e    | Hernán Viera         | Peru        | B     | 103,85       | 142          | 147          | 151          | 151          | 193         | 197         | 200         | 200         | 351    |
| 14e    | David Katoatau       | Kiribati    | B     | 104,58       | 135          | 140          | 145          | 145          | 195         | 204         | 208         | 204         | 349    |
| –      | Giorgi Chkheidze     | Georgië     | B     | 104,74       | 165          | 170          | 173          | 170          | 205         | 205         | 208         | –           | DNF    |
| –      | Mateus Gregório      | Brazilië    | B     | 104,47       | 165          | 170          | 175          | 170          | 200         | 200         | 200         | –           | DNF    |
| –      | Bartłomiej Bonk      | Polen       | A     | 104,07       | 180          | 180          | 185          | 185          | 215         | 216         | 218         | –           | DNF    |